# 胡利亚伊波莱战役
胡利亚伊波莱战役（羅馬化：Boi za Huliaipole）是俄罗斯武装部队和乌克兰武装部队之间围绕扎波罗热州中部的胡利亚伊波莱发生的一场持续至今的军事冲突。这场冲突始于2022年3月5日。